# 알파티하
수라 "개경장(알 파티하)"은 이슬람의 성서 꾸란의 첫 번째 장이다. 이 장은 무슬림의 일일기도 때, 평균적으로 무슬림들이 매일매일 하루에 5번씩 기도하는 것으로 알려져 있으며, 아랍어로 암송되는 것이다.

## 아랍어 원문
1. بِسْمِ ٱللَّهِ ٱلرَّحْمَـٰنِ ٱلرَّحِيمِ
2. ٱلْحَمْدُ لِلَّهِ رَبِّ ٱلْعَـٰلَمِينَ
3. ٱلرَّحْمَـٰنِ ٱلرَّحِيمِ
4. مَـٰلِكِ يَوْمِ ٱلدِّينِ
5. إِيَّاكَ نَعْبُدُ وَإِيَّاكَ نَسْتَعِينُ
6. ٱهْدِنَا ٱلصِّرَ ٰط ٱلْمُسْتَقِيمَ
7. صِرَ ٰطَ ٱلَّذِينَ أَنْعَمْتَ عَلَيْهِمْ غَيْرِ ٱلْمَغْضُوبِ عَلَيْهِمْ وَلاَ ٱلضَّاۤلِّينَ

## 전문[개경장(開經章)]

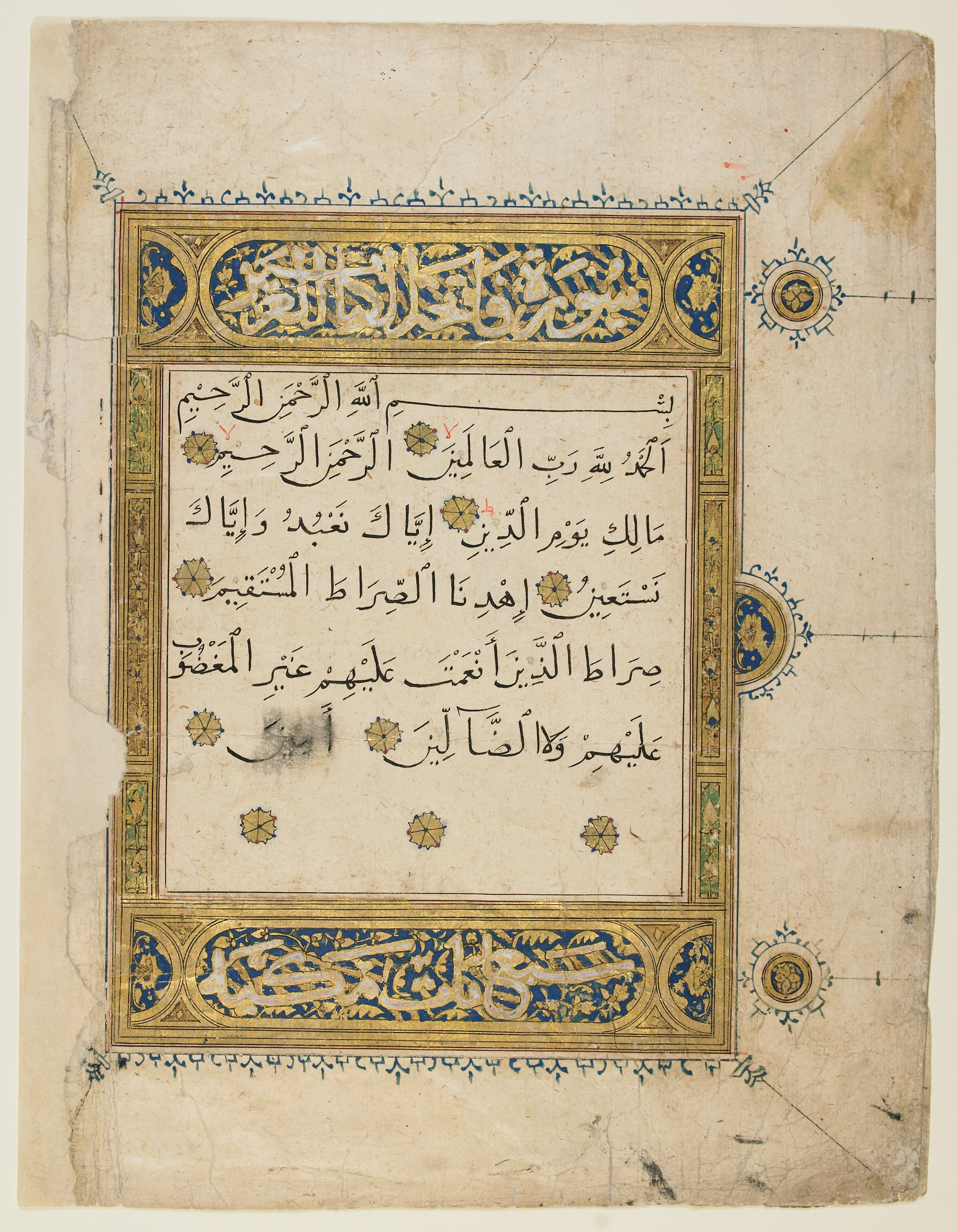

1:1 가장 자비로우시고 가장 자애로우신 분, 하나님의 이름으로.
Bismillāhi r-raḥmāni r-raḥīm
1:2 온누리의 주 하나님께 모든 찬미가 있습니다(모든 찬미를 드립니다).
Al ḥamdu lillāhi rabbi l-ʿālamīn
1:3 당신께서는 가장 자비로우시고 가장 자애로우신 분.
Ar-raḥmāni r-raḥīm
1:4 심판의 날의 주님.
Māliki yawmi d-dīn
1:5 저희는 당신만을 흠숭(欽崇, 최고의 숭배와 경배)하고, 당신께만 도움을 간구합니다.
Iyyāka naʿbudu wa iyyāka nastaʿīn
1:6 부디 저희를 올바른 길로 이끌어 주소서.
Ihdinā ṣ-ṣirāṭa l-mustaqīm
1:7 그 길은 당신의 노여움(진노)을 산 이들의 길이 아니고, 방황하는 이들의 길도 아닙니다. 바로 당신께서 은총을 내리셨던 이들의 길이니 [그 길로 이끌어 주소서].
Ṣirāṭa l-laḏīna anʿamta ʿalayhim ġayri l-maġḍūbi ʿalayhim walā ḍ-ḍāllīn

## 참고 사항
이 수라는 많은 하디스에서 꾸르안의 어머니로 칭해지기도 하였다.
| 이 전 - | 수라 1 (아랍어 원문) | 다 음 알바카라 |
| 1 2 3 4 5 6 7 8 9 10 11 12 13 14 15 16 17 18 19 20 21 22 23 24 25 26 27 28 29 30 31 32 33 34 35 36 37 38 39 40 41 42 43 44 45 46 47 48 49 50 51 52 53 54 55 56 57 58 59 60 61 62 63 64 65 66 67 68 69 70 71 72 73 74 75 76 77 78 79 80 81 82 83 84 85 86 87 88 89 90 91 92 93 94 95 96 97 98 99 100 101 102 103 104 105 106 107 108 109 110 111 112 113 114 |                      |                |

- Arabic Holy Quran (14mb).pdf